# Чемпіонат світу з хокею із шайбою 2006 (дивізіон II)
Чемпіонат світу з хокею із шайбою 2006 — чемпіонат світу з хокею із шайбою, який проходив у Болгарії та Новій Зеландії.

## Група А

### Таблиця
| Збірна               | М | В | Н | П | Ш     | О  |
| -------------------- | - | - | - | - | ----- | -- |
| Румунія              | 5 | 5 | 0 | 0 | 59:9  | 10 |
| Болгарія             | 5 | 3 | 1 | 1 | 25:17 | 7  |
| Бельгія              | 5 | 2 | 2 | 1 | 19:10 | 6  |
| Сербія та Чорногорія | 5 | 2 | 1 | 2 | 23:23 | 5  |
| Іспанія              | 5 | 1 | 0 | 4 | 10:30 | 2  |
| ПАР                  | 5 | 0 | 0 | 5 | 12:59 | 0  |

### Результати
| 27 березня 12:00 | Румунія              | 4-2 (2-0,2-0,0-2)  | Бельгія              |
| 27 березня 15:30 | Сербія та Чорногорія | 4-1 (1-1,2-0,1-0)  | Іспанія              |
| 27 березня 19:00 | Болгарія             | 14-1 (5-0,3-1,6-0) | ПАР                  |
| 28 березня 12:00 | Бельгія              | 2-2 (0-0,1-0,1-2)  | Сербія та Чорногорія |
| 28 березня 15:30 | ПАР                  | 3-19 (0-5,0-6,3-8) | Румунія              |
| 28 березня 19:00 | Іспанія              | 1-3 (0-2,1-1,0-0)  | Болгарія             |
| 30 березня 12:00 | Румунія              | 16-3 (6-0,5-0,5-3) | Іспанія              |
| 30 березня 15:30 | ПАР                  | 0-7 (0-3,0-1,0-3)  | Бельгія              |
| 30 березня 19:00 | Сербія та Чорногорія | 2-4 (0-1,1-2,1-1)  | Болгарія             |
| 1 квітня 12:00   | Сербія та Чорногорія | 14-5 (3-1,8-1,3-3) | ПАР                  |
| 1 квітня 15:30   | Бельгія              | 4-0 (2-0,0-0,2-0)  | Іспанія              |
| 1 квітня 19:00   | Болгарія             | 0-9 (0-1,0-1,0-7)  | Румунія              |
| 2 квітня 12:00   | Іспанія              | 5-3 (2-1,2-0,1-2)  | ПАР                  |
| 2 квітня 15:30   | Румунія              | 11-1 (3-1,3-0,5-0) | Сербія та Чорногорія |
| 2 квітня 12:00   | Болгарія             | 4-4 (2-2,1-1,1-1)  | Бельгія              |

### Найкращі бомбардири
| Гравець          | Матчі | Голи | Паси | Очки | +/− | ШХ | Поз |
| ---------------- | ----- | ---- | ---- | ---- | --- | -- | --- |
| Кетелін Геру     | 5     | 13   | 8    | 21   | +19 | 4  | Ф   |
| Нуту Андрей      | 5     | 5    | 13   | 18   | +20 | 0  | Ф   |
| Йонел Тімару     | 5     | 7    | 6    | 13   | +11 | 2  | Ф   |
| Левенте Елекеш   | 5     | 7    | 6    | 13   | +8  | 4  | Ф   |
| Ласло Варгаш     | 5     | 4    | 8    | 12   | +17 | 0  | З   |
| Іван Прокич      | 5     | 4    | 7    | 11   | +5  | 22 | Ф   |
| Аттіла Гога      | 5     | 3    | 7    | 10   | +12 | 8  | З   |
| Віорел Ніколеску | 5     | 2    | 8    | 10   | +8  | 0  | Ф   |
| Ервін Молдован   | 5     | 6    | 3    | 9    | +9  | 0  | Ф   |

Джерело: IIHF.com [Архівовано 4 березня 2016 у Wayback Machine.]

### Найкращі воротарі
Список п'яти найращих воротарів, сортованих за відсотком відбитих кидків. У список включені лише ті гравці, які провели щонайменш 40% хвилин.
| Гравець             | ЧНЛ    | ГП  | СП | СПГ  | %ВК   | ША |
| ------------------- | ------ | --- | -- | ---- | ----- | -- |
| Константін Михайлов | 280:00 | 151 | 10 | 2.14 | 93.38 | 0  |
| Бйорн Стейлен       | 299:16 | 104 | 10 | 2.00 | 90.38 | 2  |
| Віорел Раду         | 140:00 | 28  | 3  | 1.29 | 89.29 | 2  |
| Адріан Катріноі     | 160:00 | 47  | 6  | 2.25 | 87.23 | 0  |
| Хосе Луїс Алонсо    | 250.42 | 92  | 17 | 4.07 | 81.52 | 0  |

ЧНЛ = часу на льоду (хвилини:секунди); КП = кидки; ГП = голів пропушено; СП = Середня кількість пропущених шайб; СПГ = Голи, пропущені в середньому за 60 хвилин; %ВК = відбитих кидків (у %); ША = шатаути

Джерело: IIHF.com [Архівовано 3 березня 2016 у Wayback Machine.]

## Група В

### Таблиця
| Збірна         | М | В | Н | П | Ш     | О |
| -------------- | - | - | - | - | ----- | - |
| Китай          | 5 | 4 | 1 | 0 | 34:11 | 9 |
| Південна Корея | 5 | 4 | 0 | 1 | 35:12 | 8 |
| Австралія      | 5 | 3 | 1 | 1 | 27:14 | 7 |
| Північна Корея | 5 | 2 | 0 | 3 | 10:24 | 4 |
| Мексика        | 5 | 1 | 0 | 4 | 9:34  | 2 |
| Нова Зеландія  | 5 | 0 | 0 | 5 | 6:26  | 0 |

### Результати
| 3 квітня 12:00 | Північна Корея | 1-5 (0-3,0-1,1-1)  | Австралія      |
| 3 квітня 15:30 | Мексика        | 1-4 (0-2,1-2,0-0)  | Китай          |
| 3 квітня 19:00 | Нова Зеландія  | 1-8 (0-5,1-1,0-2)  | Південна Корея |
| 4 квітня 12:00 | Китай          | 14-2 (6-0,4-1,4-1) | Північна Корея |
| 4 квітня 15:30 | Південна Корея | 15-2 (5-0,7-2,3-0) | Мексика        |
| 4 квітня 19:00 | Австралія      | 6-2 (1-0,2-0,3-2)  | Нова Зеландія  |
| 6 квітня 12:00 | Австралія      | 2-4 (0-3,1-0,1-1)  | Південна Корея |
| 6 квітня 15:30 | Мексика        | 0-3 (0-2,0-0,0-1)  | Північна Корея |
| 6 квітня 19:00 | Китай          | 5-0 (1-0,2-0,2-0)  | Нова Зеландія  |
| 7 квітня 12:00 | Австралія      | 9-2 (2-0,4-0,3-2)  | Мексика        |
| 7 квітня 15:30 | Південна Корея | 3-6 (1-0,1-4,1-2)  | Китай          |
| 7 квітня 19:00 | Північна Корея | 3-0 (0-0,1-0,2-0)  | Нова Зеландія  |
| 9 квітня 12:00 | Південна Корея | 5-1 (2-1,2-0,1-0)  | Північна Корея |
| 9 квітня 15:30 | Китай          | 5-5 (2-2,1-1,2-2)  | Австралія      |
| 9 квітня 12:00 | Нова Зеландія  | 3-4 (0-2,1-2,2-0)  | Мексика        |

### Найкращі бомбардири
| Гравець     | Матчі | Голи | Паси | Очки | +/− | ШХ | Поз |
| ----------- | ----- | ---- | ---- | ---- | --- | -- | --- |
| Кім Кі-Сон  | 5     | 10   | 8    | 18   | +16 | 4  | Ф   |
| Кім Кє-Хо   | 5     | 5    | 5    | 10   | +4  | 6  | Ф   |
| Кім Кьон-Та | 5     | 3    | 6    | 9    | +12 | 2  | Ф   |
| Ду Чао      | 5     | 6    | 2    | 8    | +5  | 12 | Ф   |
| Чен Лі      | 5     | 2    | 6    | 8    | +7  | 14 | Ф   |
| Ван Чжицян  | 5     | 6    | 1    | 7    | +3  | 4  | Ф   |
| Лі Йон-Чун  | 5     | 3    | 4    | 7    | +7  | 6  | З   |
| Інь Кай     | 5     | 3    | 3    | 6    | +8  | 6  | З   |

Джерело: IIHF.com [Архівовано 3 березня 2016 у Wayback Machine.]

### Найкращі воротарі
Список п'яти найращих воротарів, сортованих за відсотком відбитих кидків. У список включені лише ті гравці, які провели щонайменш 40% хвилин.
| Гравець       | ЧНЛ    | ГП  | СП | СПГ  | %ВК   | ША |
| ------------- | ------ | --- | -- | ---- | ----- | -- |
| Ю Янг         | 240:00 | 123 | 9  | 2.25 | 92.68 | 1  |
| Сон Хо-Син    | 220:00 | 76  | 6  | 1.64 | 92.11 | 0  |
| Майк Парсонс  | 220:00 | 208 | 18 | 4.91 | 91.35 | 0  |
| Меттью Еззі   | 179:31 | 96  | 9  | 3.01 | 90.62 | 0  |
| Стюарт Денман | 120:00 | 35  | 4  | 2.00 | 88.57 | 0  |

ЧНЛ = часу на льоду (хвилини:секунди); КП = кидки; ГП = голів пропушено; СП = Середня кількість пропущених шайб; СПГ = Голи, пропущені в середньому за 60 хвилин; %ВК = відбитих кидків (у %); ША = шатаути

Джерело: IIHF.com [Архівовано 24 вересня 2015 у Wayback Machine.]

## Підсумкова таблиця
| Місце | Збірна               |
| ----- | -------------------- |
| 29.   | Румунія              |
| 30.   | Китай                |
| 31.   | Південна Корея       |
| 32.   | Болгарія             |
| 33.   | Австралія            |
| 34.   | Бельгія              |
| 35.   | Сербія та Чорногорія |
| 36.   | Північна Корея       |
| 37.   | Іспанія              |
| 38.   | Мексика              |
| 39.   | Нова Зеландія        |
| 40.   | ПАР                  |